# STEFY
STEFY sind ein Pop/Rock-Quartett aus Orange County, California. Die Gruppe wurde als The Lovely gegründet und besteht aus der Sängerin Stefy Rae, dem Gitarristen Sean Meyer, dem Keyboarder Jason Gaviati und Andreas Brobjer am Schlagzeug.

## Werdegang
Ihre erste Single, Chelsea, wurde als Soundtrack für EA Sports’ Videospiel 2006 FIFA World Cup verwendet. STEFYs Debüt-Album, The Orange Album erschien am 29. August 2006 auf Wind-Up Records.
Insbesondere Frontsängerin Stefy erhält überwiegend positives Feedback in Kritikerkolumnen; aufgrund ihres selbstbewussten Auftretens wird sie häufig mit Gwen Stefani und Pink verglichen.

## Diskografie

### Alben
- 2006: The Orange Album

### Singles
- 2006: Chelsea
- 2006: Fool for Love
- 2006: Hey School Boy
- 2007: Orange County